# پرهام اعرابی
پرهام اعرابی (زادهٔ ۲۵ اوت ۱۹۷۶) استاد ایرانی-کانادایی دانشگاه تورنتو در رشته مهندسی برق است. او در سال ۲۰۰۵ به عنوان یکی از ۳۵ مخترع جوان (زیر ۳۵ سال) برتر سال در جهان برگزیده شد.